# المجلس البريطاني لتسلق الجبال
المجلس البريطاني لتسلق الجبال (بالإنجليزية: British Mountaineering Council) (يعرف اختصارا بـ BMC) هو الهيئة التمثيلية الوطنية لإنجلترا وويلز التي أنشئت لحماية الحريات وتعزيز مصالح المتسلقين ومتنزهي التلال ومتسلقي الجبال، بما في ذلك متسلقي الجبال بالتزلج. كما تعترف الحكومة أيضًا بـ BMC باعتبارها الهيئة الحاكمة الوطنية لتسلق الجبال التنافسي.

## تاريخه
تأسست المجلس في الأصل عام 1944، بناء على اقتراح من رئيس نادي الألب، جيفري وينثروب يونج. كان الهدف منه تمثيل مصالح نوادي التسلق والحفاظ في المقام الأول على إمكانية وصول المتسلقين إلى الجبل أو المنحدر أو حتى جرف البحر في إنجلترا وويلز. عندما تم إنشاء المجلس تم تحديد الأهداف التالية:
- حماية مناطق التسلق من التطوير المخطط له.
- توفير الأكواخ والمساكن للمتسلقين.
- مراجعة وفحص معدات التسلق المستخدمة.
- مساعدة في عمليات الإنقاذ الجبلية للمتسلقين.
- توفير مدربين للتسلق والمشي على التلال.
- إنشاء اللجان الإقليمية.
- نشر مجلة تسلق الجبال.

عام 1972 نتيجة لكارثة هضبة كيرنجورم حيث توفي خمسة أطفال من تلاميذ المدارس ومعلم واحد بسبب انخفاض حرارة الجسم  بدأ المجلس البريطاني لتسلق الجبال في العمل بشكل وثيق مع مجلس تدريب قادة الجبال. حتى يومنا هذا، لا تزال العضوية في المجلس أو Mountaineering Scotland مطلوبة لبدء تدريب قادة الجبال.
عام 1997 كان المجلس واحدة من المنظمات التي شكلت Mountain Training Trust والتي تولت مسؤولية إدارة Plas y Brenin نيابة عن Sport England. اعتبارًا من عام 2017، يقع مقرها الرئيسي في Burton Road في West Didsbury، وهي منطقة في مانشستر، إنجلترا. عام 2018 صوت الأعضاء على أول رئيسة للمنظمة، لين روبنسون.

### الأعضاء المؤسسون
- نادي الألب[8]
- نادي روك ساك
- نادي المسافرين
- نادي جبال الألب للسيدات
- نادي بيناكل
- نادي يوركشاير رامبلرز

## مزايا العضوية
يعمل المجلس على توفير الخدمات والتمثيل لأعضائه من أجل: الوصول والحفاظ على البيئة، وجدران التسلق، والأندية والأكواخ، وتسلق المنافسة، ونصائح المعدات، والكتب الإرشادية والخرائط، والتراث، والدولية، والسلامة والمهارات، والشباب والمساواة. أصبحت المنظمة الآن لديها نوعين من العضوية؛ الأعضاء المنتسبين عبر النادي والأعضاء الأفراد.
المجلس حاليا[متى؟] لديه أكثر من 75000 عضو: 51000 عضو فردي، و24000 عضو نادي، و280 نادي تابع. تشمل مزايا العضوية الوصول إلى مخطط التأمين على السفر من المجلس، والتأمين على المسؤولية المدنية، وخصومات على المعدات، والمشورة الفنية والتدريبية، وأربع نسخ من مجلة Summit كل عام.

## اقتراح إعادة تسمية العلامة التجارية
في 25 يوليو 2016، أعلن مجلس تسلق الجبال البريطاني عن نيته إعادة تسمية نفسه باسم "Climb Britain"، وذلك بعد نصيحة استشارية ممولة من سبورت إنجلاند. ومع ذلك، وبعد رد فعل عنيف من أعضائها والمشاورات اللاحقة والمناقشات الساخنة عبر الإنترنت، أعلنت بعد شهرين أن إعادة التسمية لن تتم. وبسبب الطريقة التي تم بها التعامل مع قضية تغيير العلامة التجارية، وجدت اللجنة التنفيذية للمجلس نفسها بعد ذلك تواجه اقتراح لسحب الثقة من بعض أعضائها في اجتماعها العام السنوي في أبريل 2017.